# Atalantia racemosa
Atalantia racemosa là một loài thực vật có hoa trong họ Cửu lý hương. Loài này được Wight ex Hook. mô tả khoa học đầu tiên năm 1834.